# Maikammer
Maikammer is een plaats in de Duitse deelstaat Rijnland-Palts, en maakt deel uit van de Landkreis Südliche Weinstraße.
Maikammer telt 4.364 inwoners.
Bij Maikammer ligt de Kalmit, met 673 meter de hoogste berg van het Paltserwoud.

## Bestuur
De plaats is een Ortsgemeinde en maakt deel uit van de Verbandsgemeinde Edenkoben.

## Galerij

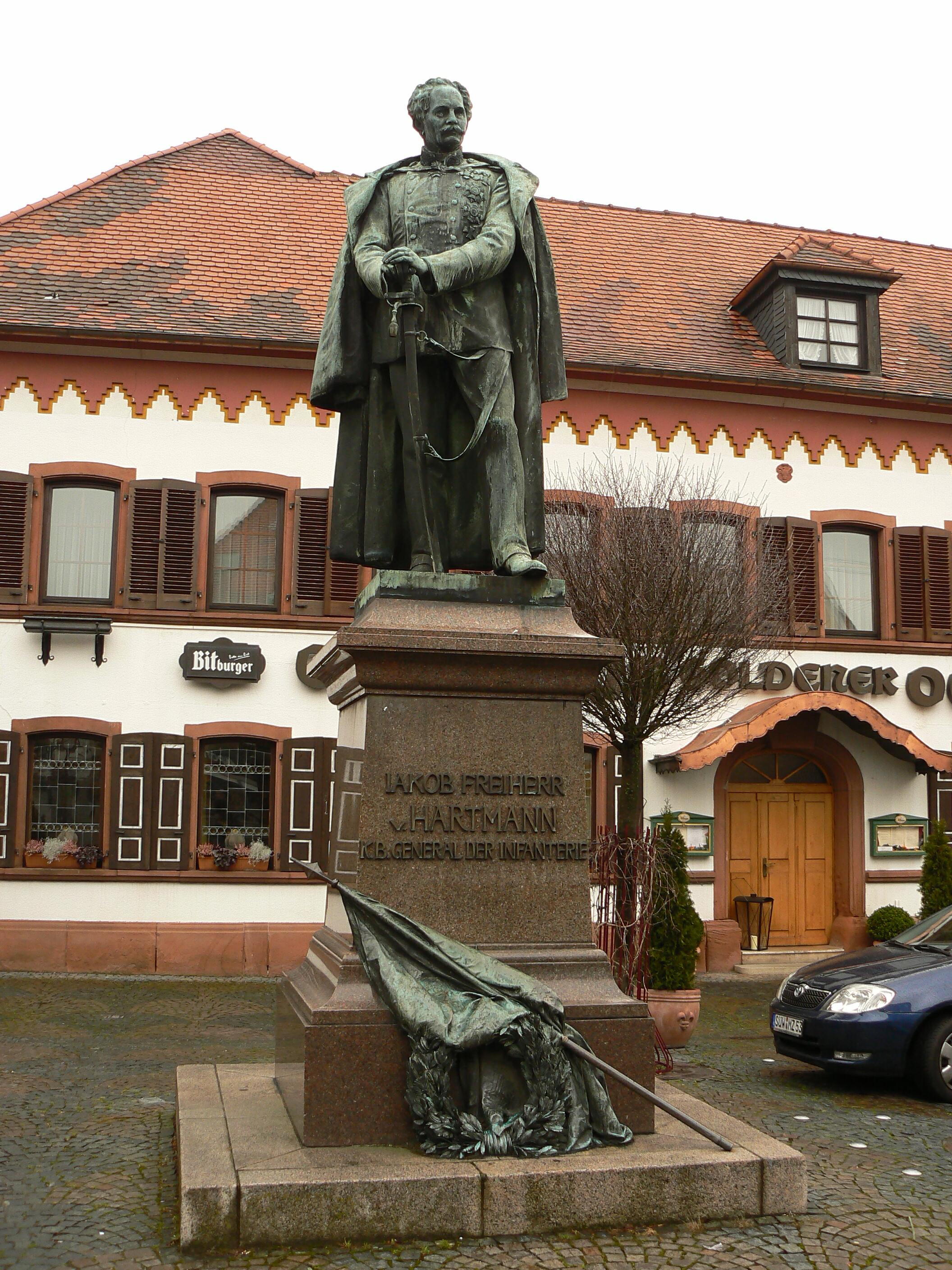
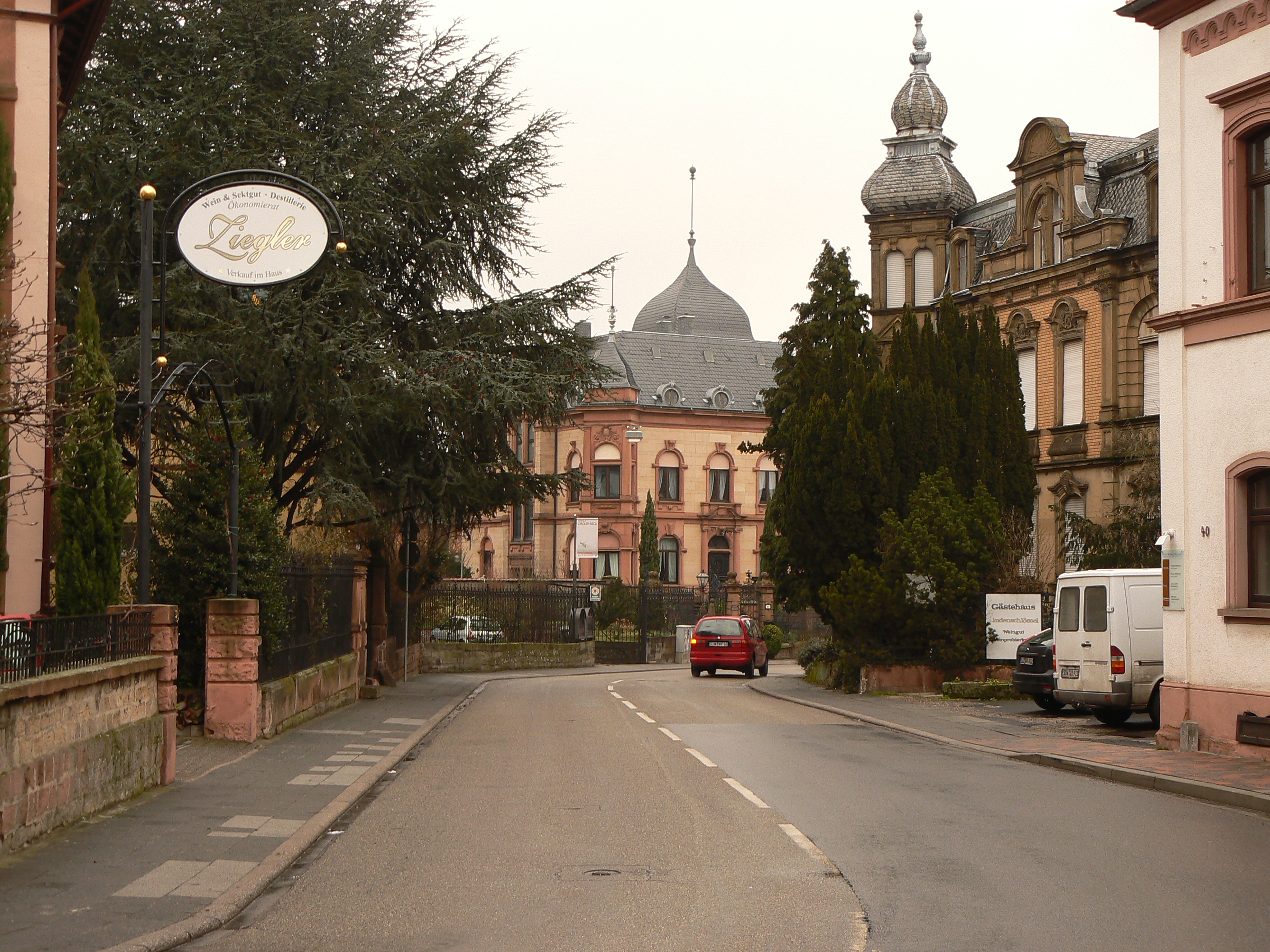
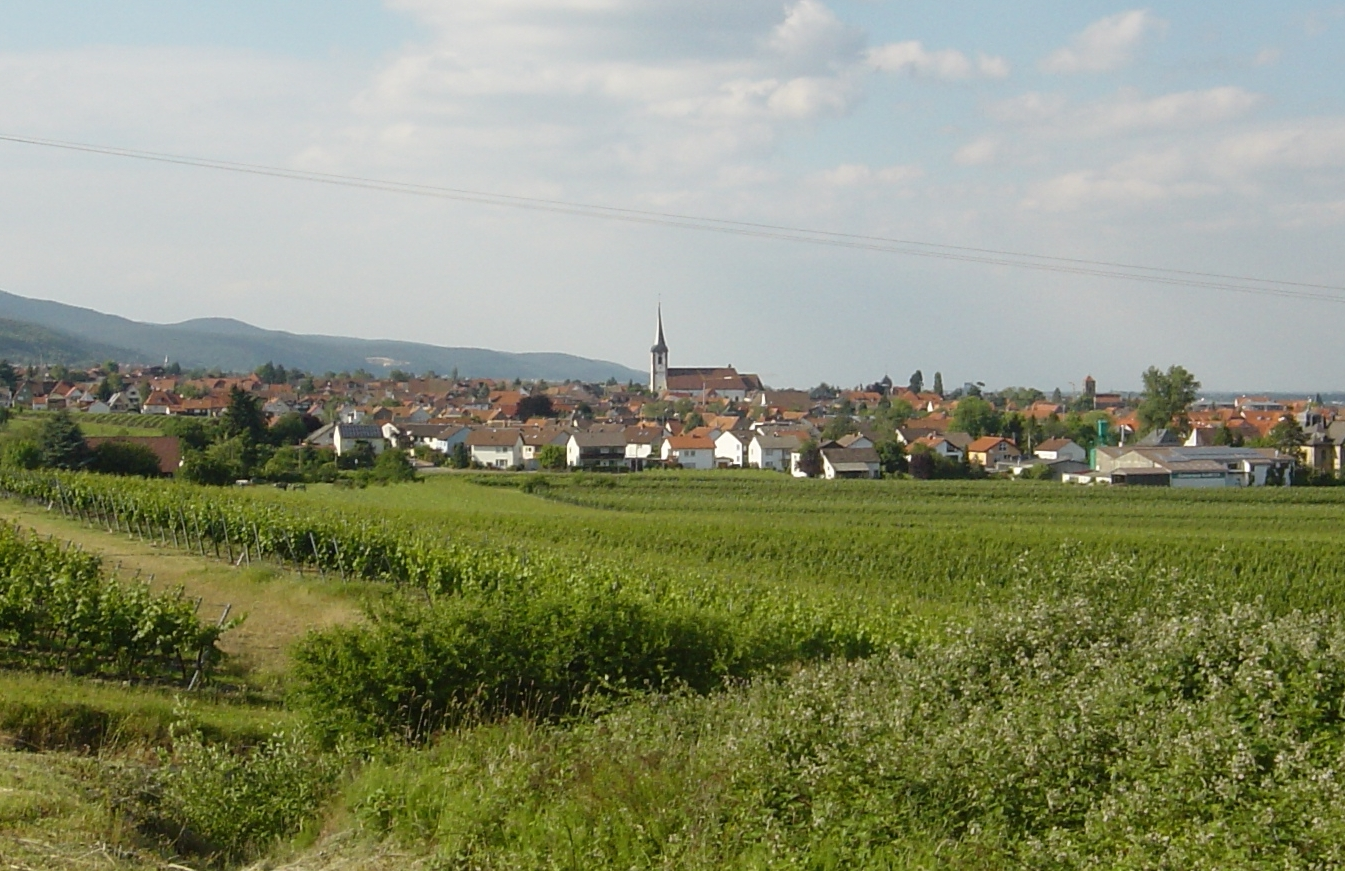
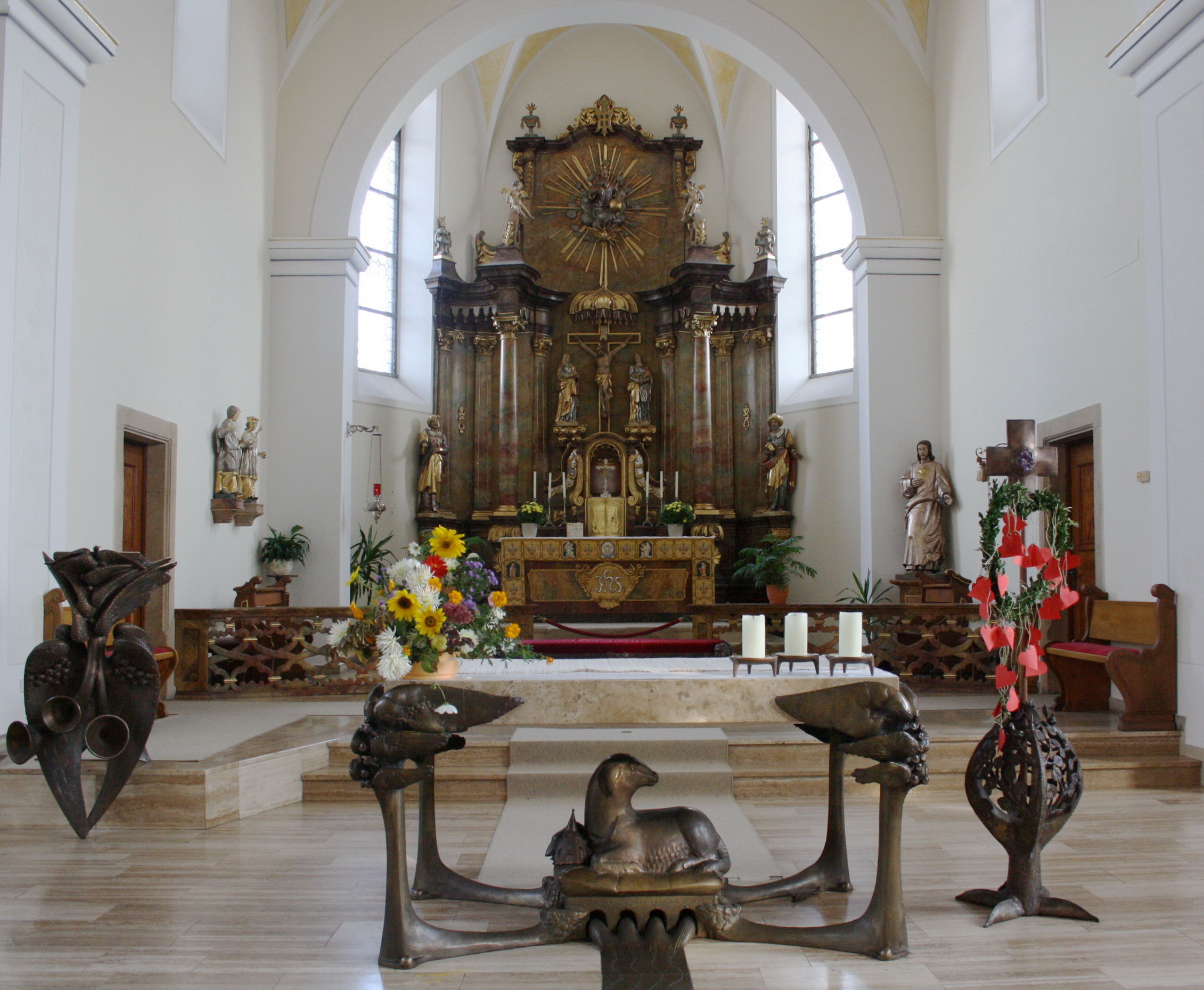
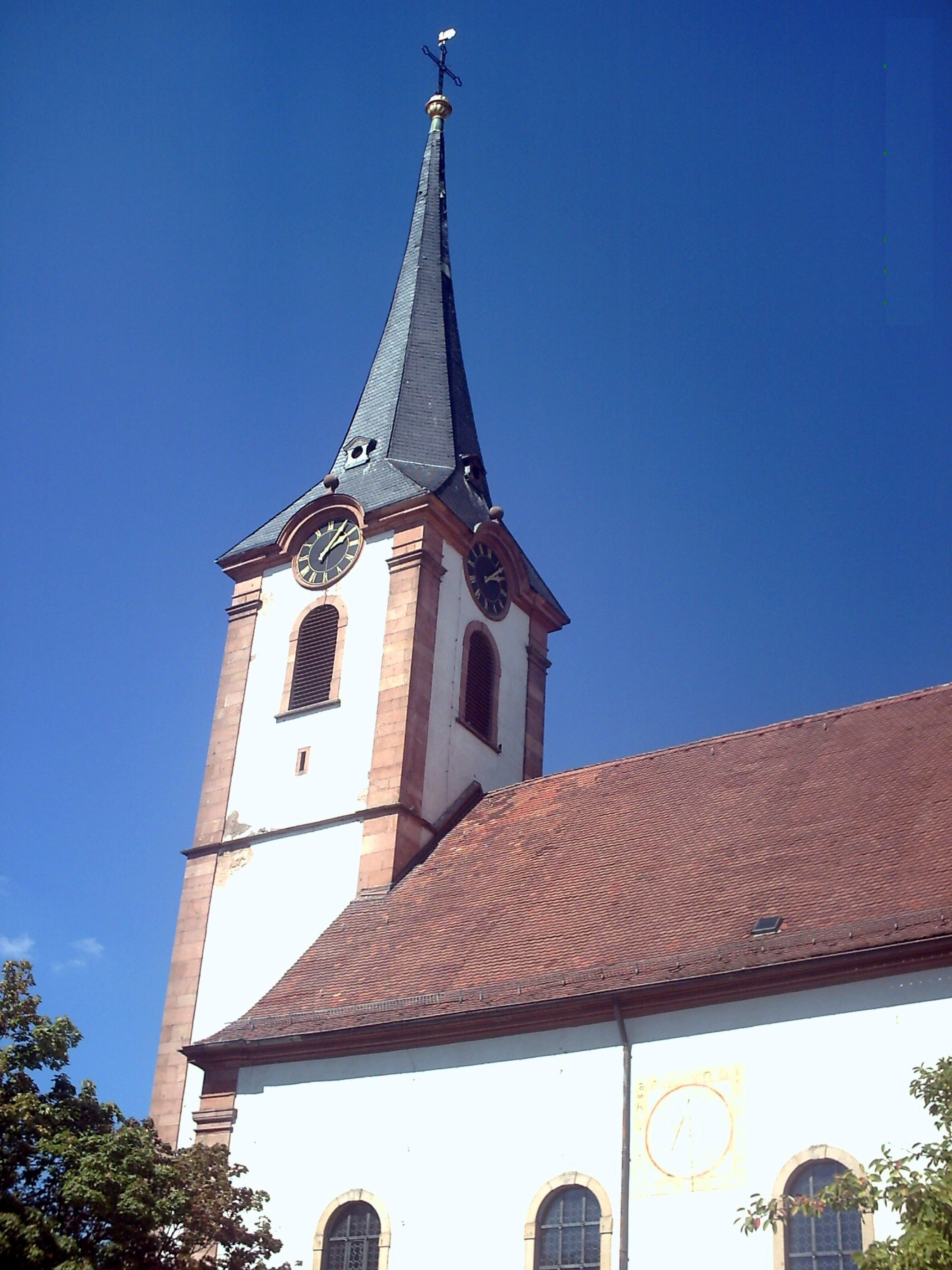
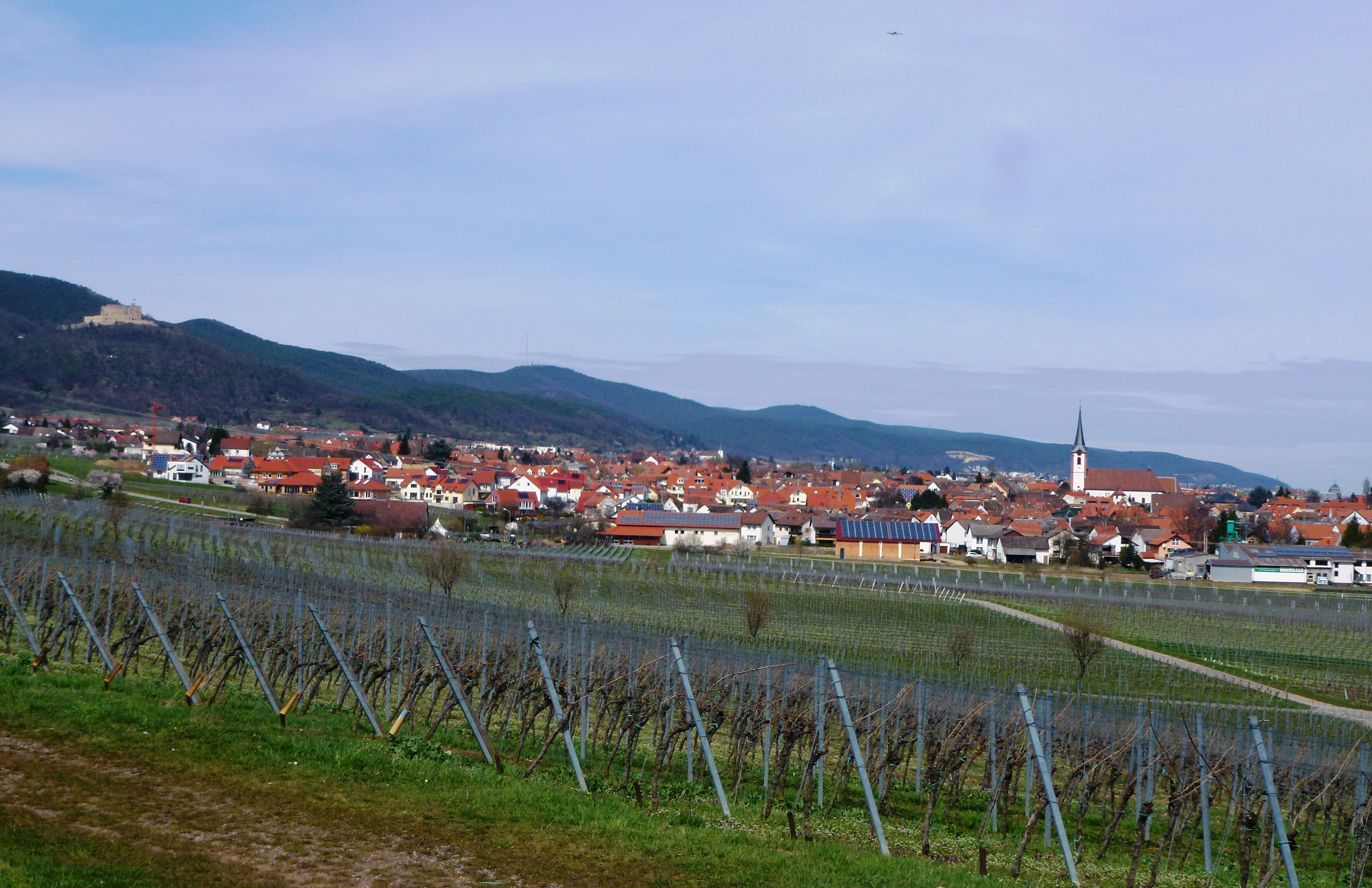
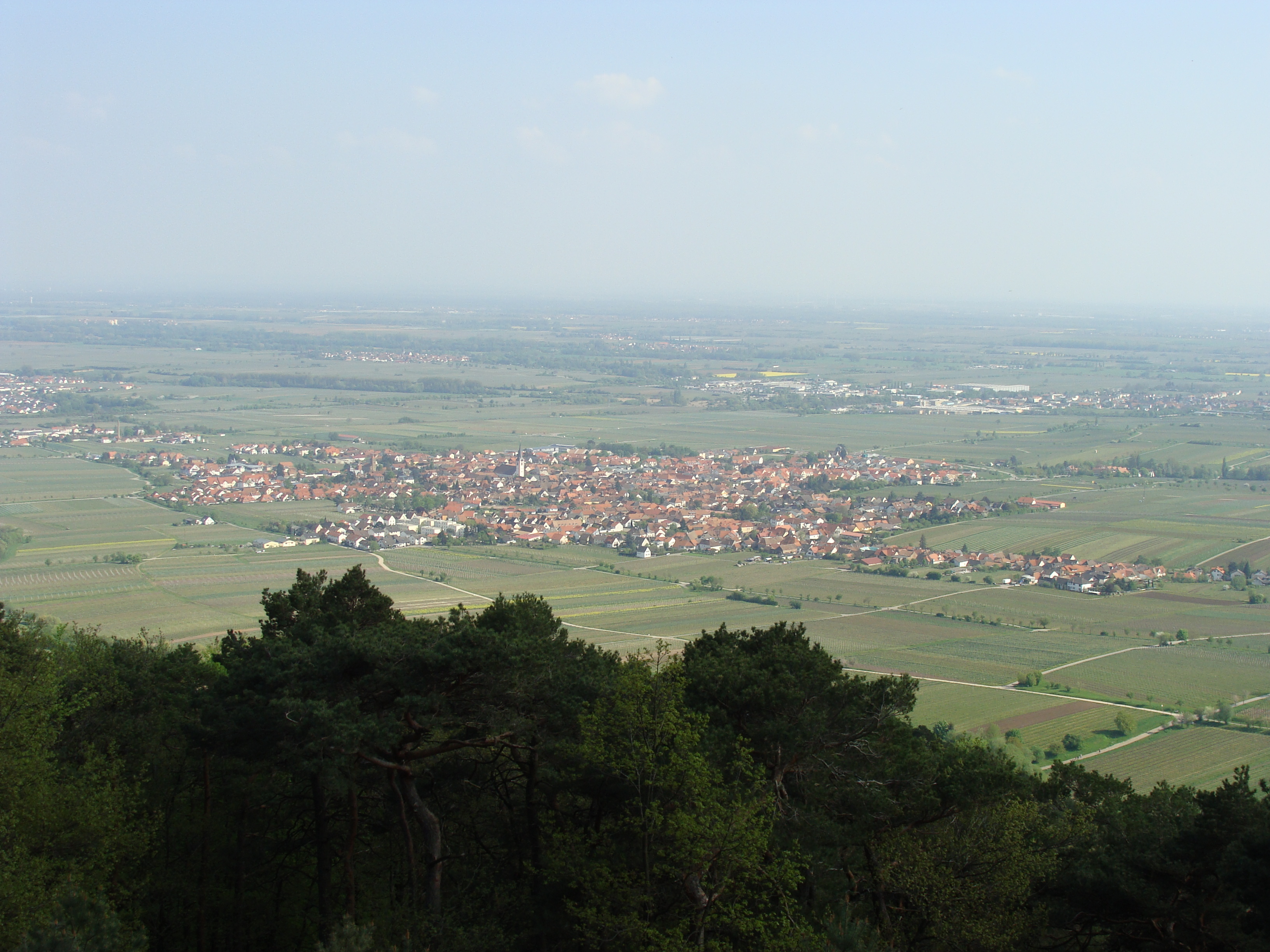